# Guy-Louis Combes
Guy-Louis Combes (ook Louis-Guy Combes) (Podensac, 1757 – Bordeaux, 7 maart 1818) was een Frans architect.
Combes kreeg zijn opleiding van de stadsarchitect Richard-François Bonfin en kreeg al in 1778 en 1781 prijzen voor zijn werken, zoals in 1781 de prestigieuze Prix de Rome. Na een kort verblijf in Parijs en drie jaren in Rome vestigde hij zich tegen 1785 in Bordeaux.
Het eerste belangrijke werk van Combes in Bordeaux was het Hôtel Aquart dat werd voltooid in 1785. Het is een burgerhuis in een sterk klassieke stijl met een monumentale benedenverdieping. In de jaren negentig van de 18e eeuw verbouwde hij het Maison Meyer om het een klassieke uitstraling te geven.

In 1805 restaureerde Combes de Saint-Paul kerk om de beschadigingen die tijdens de Franse Revolutie waren aangericht te herstellen. In dezelfde periode was hij betrokken bij grote projecten rond stadsinrichting. In 1810 herbouwde hij Château Margaux in opdracht van Bertrand Douat, Markies de la Colonilla.